# 西松唯一
西松 唯一（にしまつ ただいち、1881年<明治14年>5月6日 - 1951年<昭和26年>9月16日）は、
明治時代から昭和時代の科学者。火薬学の権威として知られ、「火薬博士」と呼ばれた。位階は従三位、勲等は勲二等旭日重光章。

## 生涯
1881年5月6日、愛媛県下浮穴郡麻生村（原町村を経て現在は砥部町麻生）で西松和十郎とカツ（愛媛県白形熊治の二女）の長男として生まれる。
1892年、麻生小学校を卒業。1900年、松山中学校を卒業。岡山県の第六高等学校を経て、1907年に東京帝国大学工科大学火薬科を卒業する。
卒業後は東京砲兵工廠火薬試験所に入所したが、間もなく東京帝大に移り、1908年から1942年の35年間、東京帝大火薬学教室に在籍した。1918年にはイギリス、アメリカ、フランスの各国に留学する。火薬学科の整備発展に尽力し、停年退職後は名誉教授となる。1945年には工業火薬協会名誉会員にも推され、名実ともに「火薬博士」として知られた。1951年9月16日、70歳で死去。墓所は多摩霊園。

## 人物
少年時代より秀才の誉れ高く，磊落な気性の持主でもあった。歴史に関心深く、愛郷心も強く，旧宅跡を児童遊園地として公開したり、大森彦七受難の碑や南朝の忠臣重見通勝の碑を建立するなどした。

## 家族
- 妻 フユ（香川県士族佐立二郞長女）1888年12月 -
- 長男 和男 1911年10月 -
- 弟 栄 文学博士伊原敏郎養子